# Vladimir Popov
Vladimir Popov (n. 1 ianuarie 1962, Barnaul, RSFS Rusă, URSS – d. 2 august 2025) a fost un luptător ce a reprezentat Uniunea Republicilor Sovietice Socialiste, medaliat olimpic. A participat la o ediție a Jocurilor Olimpice (1988) în care a câștigat o medalie de bronz.

## Participări
Lista de mai jos prezintă principalele competiții la care a participat Vladimir Popov de-a lungul carierei.
- wrestling at the 1988 Summer Olympics – men's Greco-Roman 90 kg[*]